# Woolworths超級市場

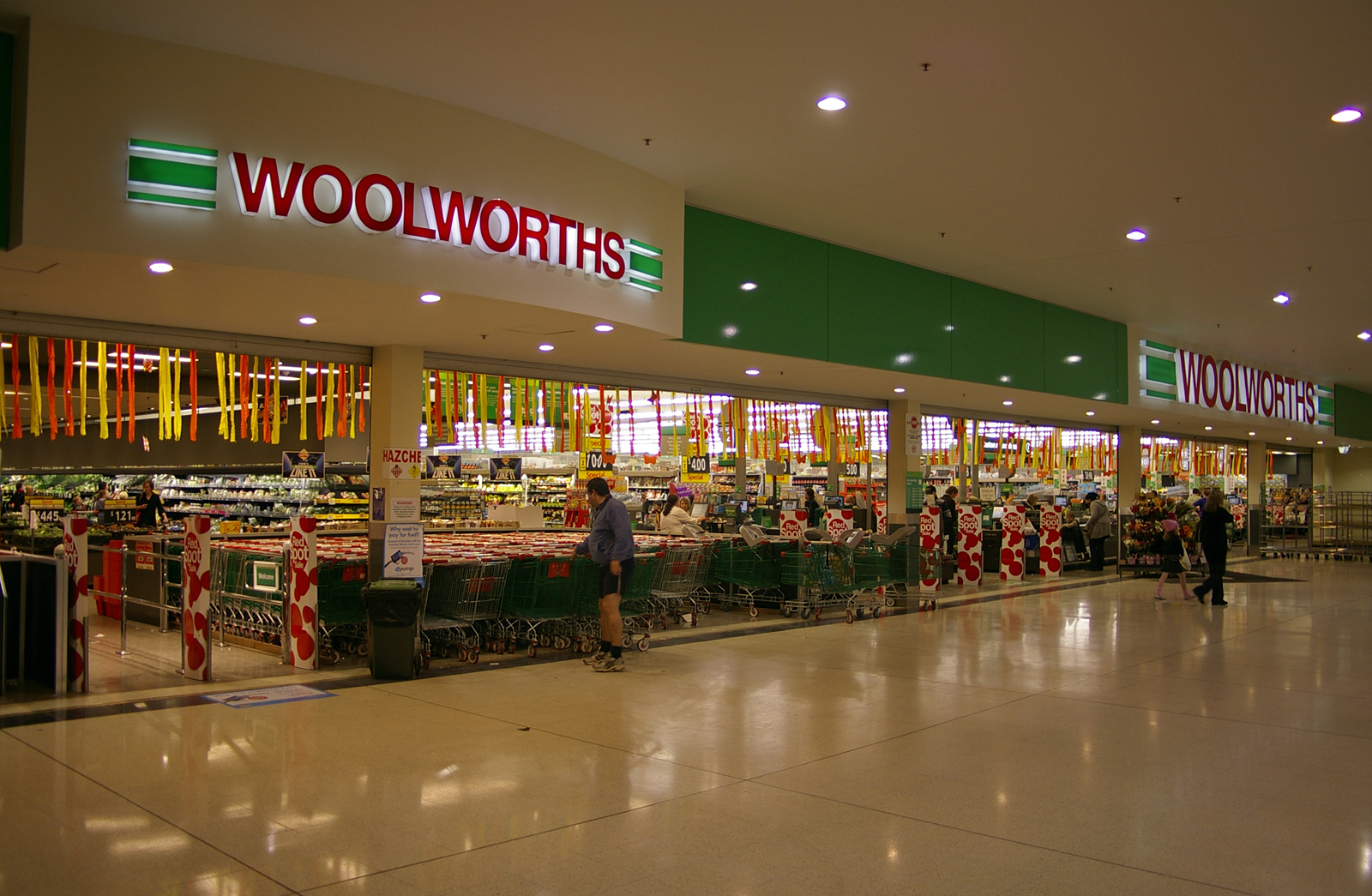
Woolworths超級市場門面

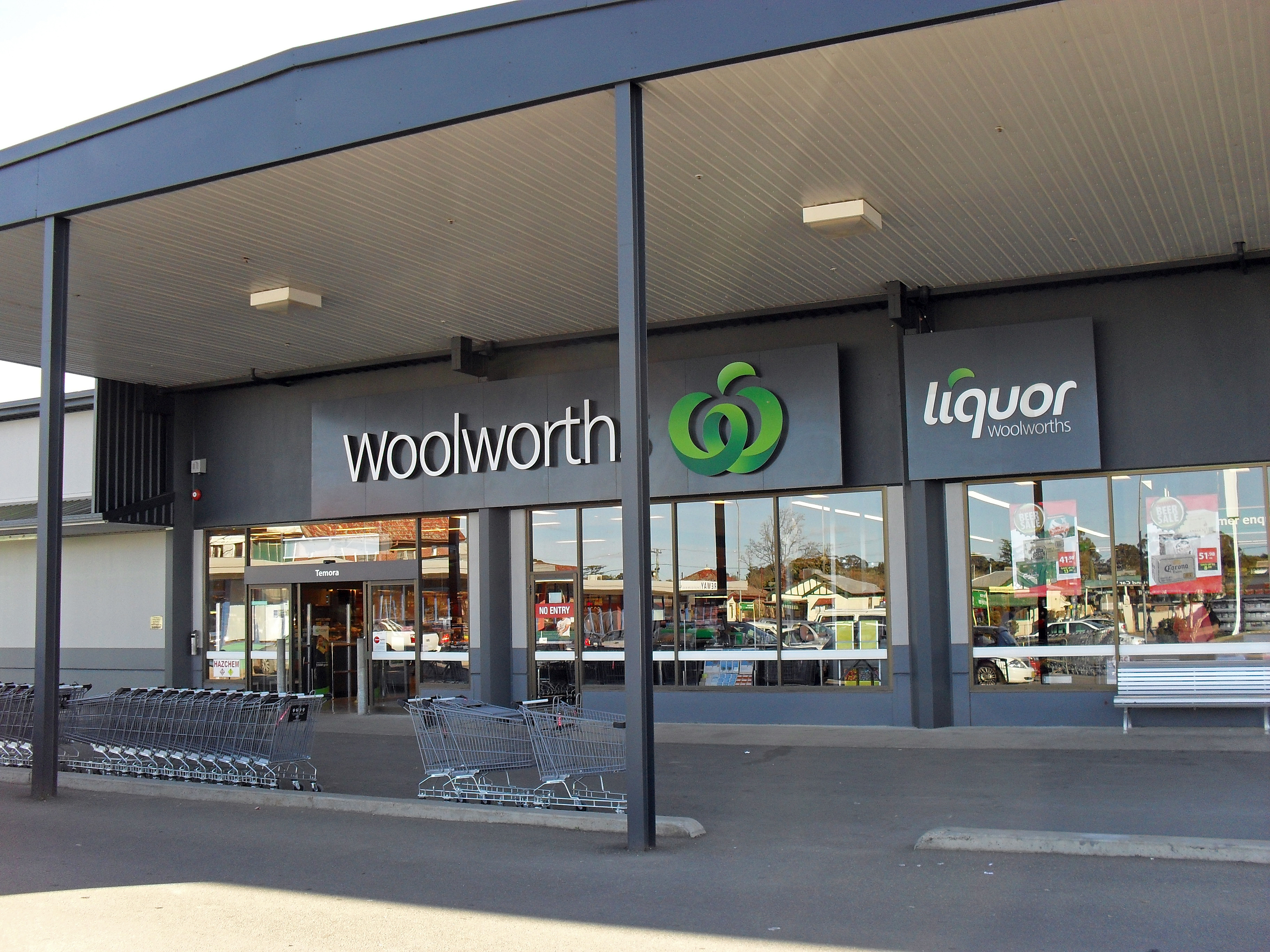
一家翻新过的Woolworths超市，位于新南威尔士州,Temora

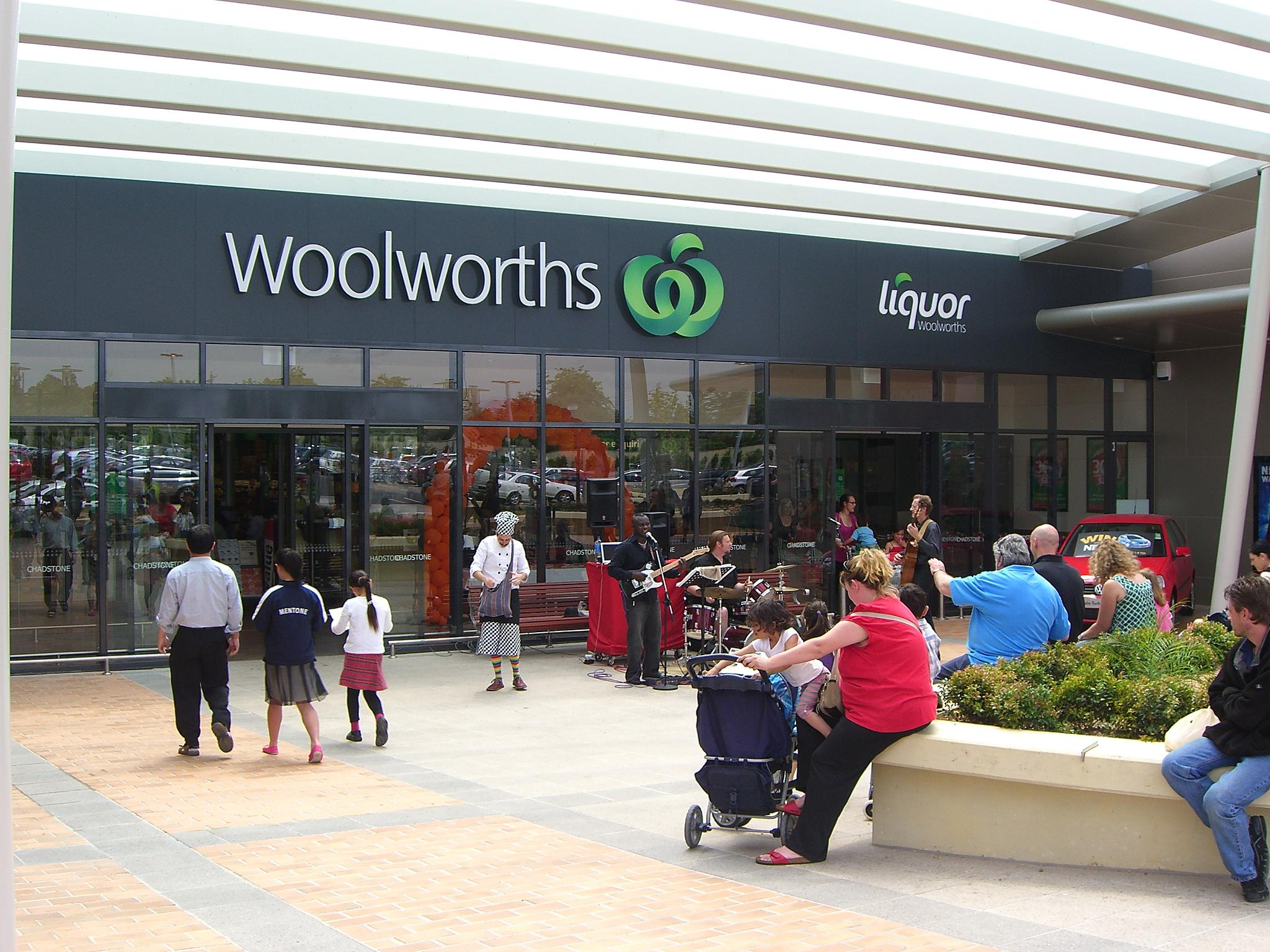
位于維多利亞州Chadstone的一家Woolworths超市，是墨尔本第一家翻新过的店铺。

沃尔沃斯超市（Woolworths Supermarkets，通常被簡稱爲Woolies ）是沃尔沃斯集团旗下的一个澳洲的超級市場品牌。创立于1924年，与科尔斯超市合计，共同占有超过80%的澳洲市场。

## 歷史
Woolworths有限公司建立於1924年，而首間Woolworths超級市場於悉尼開業。

### 2008的置换品牌
在2008年8月22日，伍尔沃斯宣布要对他们所有的超级市场推出一个新的品牌，并且计划要更换西夫韦在维多利亚的品牌，这是为了统一所有的超级市场并且在一个共同的品牌下“伍尔沃斯”。
一个新的品牌标志替换了这个已经用了21年的标志，此标志是由汉斯.胡斯伯奇设计的，上面带有一个绿色的有色图标用来代表伍尔沃斯（Woolworths）中的“W”，再加上有型的叶子代表绿色食品。它也暗喻了1970年代伍尔沃斯的标志。因为公司标语 “作新鲜食物人”，在澳大利亚已经是家喻户晓了，所以就被保留下来作为新标志中的一个重要部分。沃尔沃斯公司之所以推行这些改变是为了与他主要的竞争对手“科斯”超级市场拉开距离，并且使他的商标更加现代，‘悦耳’与受人喜爱。
在2009年九月，这个置换商标计划已经扩展到新西兰的商店了，新的伍尔沃斯商标会与康德唐商标一起使用。
在2009年十月，苹果公司对于伍尔沃斯商标的应用向澳大利亚政府的澳大利亚知识产权局（IP）提出了一份异议，声称此商标与他们的类似。报告写明，苹果公司担心的是，伍尔沃斯对于这个设计已经实施了一个通用性的商标，所以它可能被使用在任何商品上 – 甚至是电子产品，像是电脑和音乐播放器。虽然伍尔沃斯不买属于自己品牌的电子产品，但是一个代表公司女发言人表明，“虽然我们不能排除任何事情的可能性，但是我们此刻还没有任何计划。”伍尔沃斯在其802个澳大利亚商店里的置换品牌计划只不过进行了一年多。

## 忠诚计划

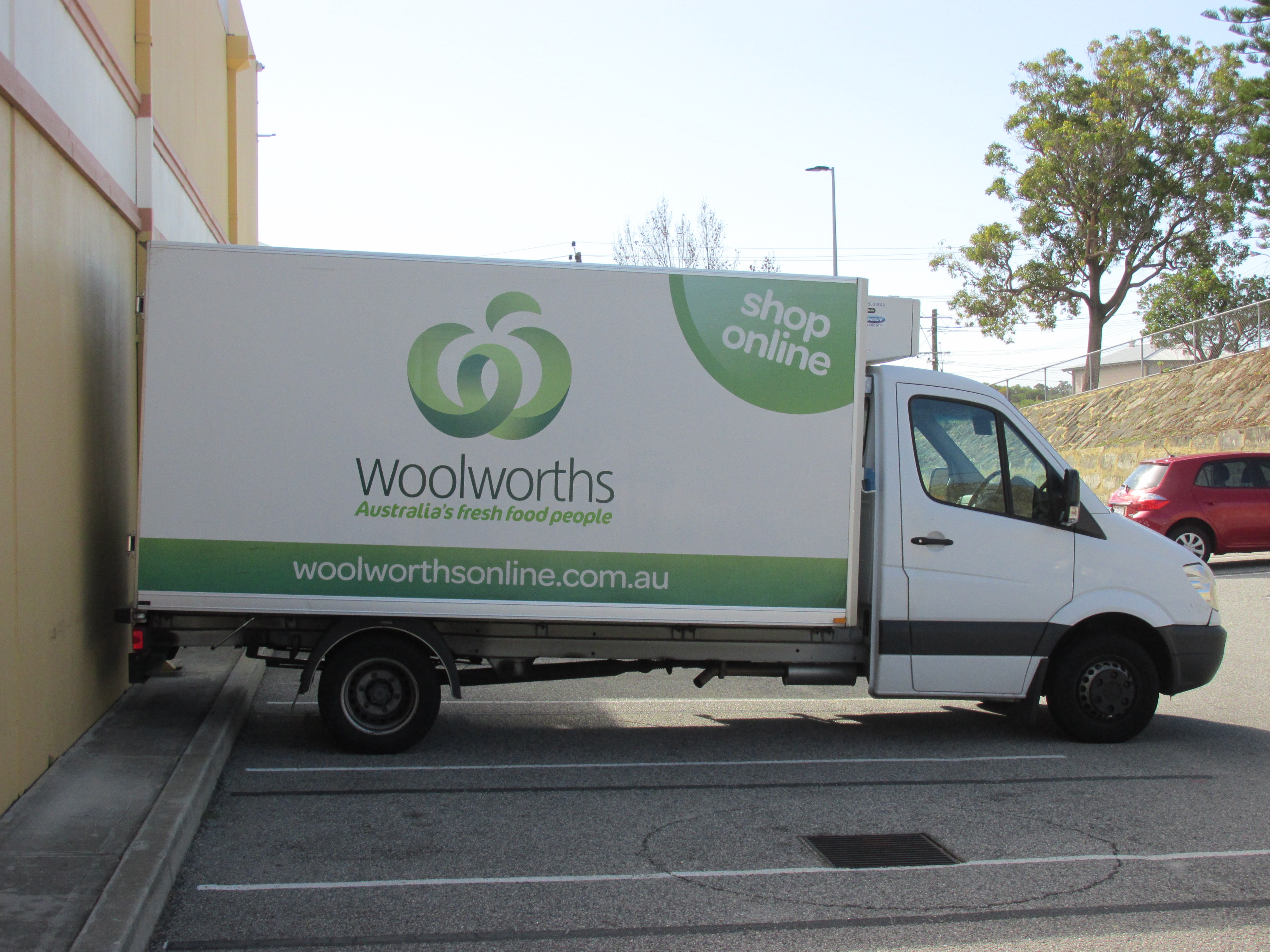
一輛 Woolworths 車輛停在西澳大利亞威斯敏斯特斯特靈中央購物中心

### 汽油折扣优惠
自1996年，伍尔沃斯就提供给消费者们多项优惠，刺激他们在伍尔沃斯的商店里购物，补贴他们在伍尔沃斯的得克萨斯加油站的油费，以及现已解散的伍尔沃斯与油加油站的油费。当购买超出一定的金额时，消费者就会得到在汽油上的折扣，包括2分，4分，6分还有在一些局部地区10分的油价折扣。截至到2009年的九月，目前的优惠是在交易额超过30澳元时，油价是每升4澳分的折扣。如果消费者再消费5澳元或是更多的金额在加油站中其他的物品上，就可以获得另外4澳分的折扣。

### 每日奖励卡与信用卡
2007年九月，在环西新南威尔士展开了“每日奖励”的试用，它是一张伍尔沃斯购物卡，可以自动的记录消费者在超级市场的购物以及应获得的油价折扣补贴，因此，消除了顾客之前为了获得油价折扣而保留纸制优惠券的需要。另外，此张卡可以使伍尔沃斯记录消费者的购买记录，以此向他们提供相关的促销活动以及帮助他们研究人口统计与市场营销。因此，他们可以通过此卡向注册过个人资料的消费者提供优惠。在伍尔沃斯公布那之后，他们计划在2008年推出一款通用信用卡。伍尔沃斯希望可以在向信用卡卡主们提供兑换卷的奖励，在他们所有的商店中都可以使用。随后伍尔沃斯优宣布伍尔沃斯每日理财万事达卡将于2008年8月26日推出，消费者可以在伍尔沃斯集团所有零售商那里获得可兑现购物卡。
伍尔沃斯在2008年2月宣布，在新南威尔士展开的每日奖励卡将会在全国推行，在二月中旬，先从南澳大利亚与北部开始，2008年的五月将会在其他州（塔斯马尼亚州除外）开始推广。在新南威尔士州的测试中，向五万消费者发行了此卡。
伍尔沃斯在2008年六月表明“有超过一百万”顾客拥有卡片并且注册了他们的个人资料。在2008年八月，伍尔沃斯说表明有三百八十万张卡片“在发行中”，其中有二百四十万张卡片“已注册”。
从2009年六月起，每日奖励卡的卡主可以通过使用此卡片获取澳洲航空公司的常飞顾客积分。那些成功的把常飞顾客卡连接到注册过的每日奖励卡的卡主们，只要他们在伍尔沃斯商店里消费超过30澳元，就可以赚取一个常飞顾客的积分。2009年八月，伍尔沃斯公布，他们有380万的注册过的每日奖励卡，其中有120万连接了澳洲航空公司的常飞顾客积分帐户。

### 常客俱乐部
常客俱乐部，或F$C，是一个在塔斯马尼亚州的伍尔沃斯购物的奖励活动。此活动是由普瑞特超级市场在1990年代出售给伍尔沃斯之前的1990年代早期的发起。一直沿用到今天。

## 市場占有率
Woolworths超級市場在澳洲的副食品方面佔有40%的份額，其主要競爭對手Coles超級市場擁有35%的市場占有率